# André de Ridder (Archäologe)
André Henri Pierre de Ridder (* 20. September 1868 in Saint-Germain-en-Laye; † 12. Mai 1921 in Paris) war ein französischer Klassischer Archäologe.
André de Ridder war der Sohn des Belgiers Pierre Léopold Octave de Ridder (* 4. September 1836) und der Pauline Emilie Catherinet de Rancey. Er hatte einen Bruder Gustave Julien Henri de Ridder (* 5. Oktober 1861). 
Er studierte an der Académie in Aix-en-Provence und ab 1886 an der École normale supérieure in Paris. Von 1890 bis 1894 war er Mitglied der École française d’Athènes und führte im Juni 1893 die ersten Grabungen in Gla durch. In diesen Jahren verfasste er zwei Kataloge antiker Bronzen in Athen. 1896 wurde er mit den Dissertationen De l’idée de la mort en Grèce à l’époque classique und  De ectypis quibusdam aeneis quae falso vocantur "argivo-corinthiaca" an der Sorbonne promoviert. Anschließend wurde er Maître de conférences an der Académie in Aix-en-Provence. 1908 wurde er Konservator für griechische und römische Altertümer am Louvre.

## Schriften
- Catalogue des bronzes de la Société archéologique d'Athènes. Paris 1894.
- Catalogue des Bronzes trouvés sur l'acropole d'Athènes. Paris 1896.
- Catalogue des vases peints de la Bibliothèque Nationale. Paris 1901 (Online).
- Collection  De Clercq. Catalogue. 5 Bände, Paris 1904–1912.
- Les bronzes antiques du Louvre. Paris 1913.
- Musée du Louvre. Département des antiquités greques et romaines. Catalogue sommaire des bijoux antiques. Paris 1924.